# Glageon Communal Cemetery Extension
Glageon Communal Cemetery Extension is een Britse militaire begraafplaats gelegen in de Franse plaats Glageon (Noorderdepartement). De begraafplaats wordt onderhouden door de Commonwealth War Graves Commission.
De begraafplaats telt 288 geïdentificeerde graven waarvan 287 Gemenebest graven uit de Eerste Wereldoorlog en een overig graf uit de Eerste Wereldoorlog.